# Velika loža Irske
Velika loža Irske je prostozidarska velika loža na Irskem, ki je bila ustanovljena 24. junija 1725.
To je druga najstarejša velika loža na svetu. Prvi veliki mojster je bil Richard Parsons, 1st Earl of Rosse.
Združuje 725 lož, ki imajo skupaj 55.000 članov.